# Anabolismus

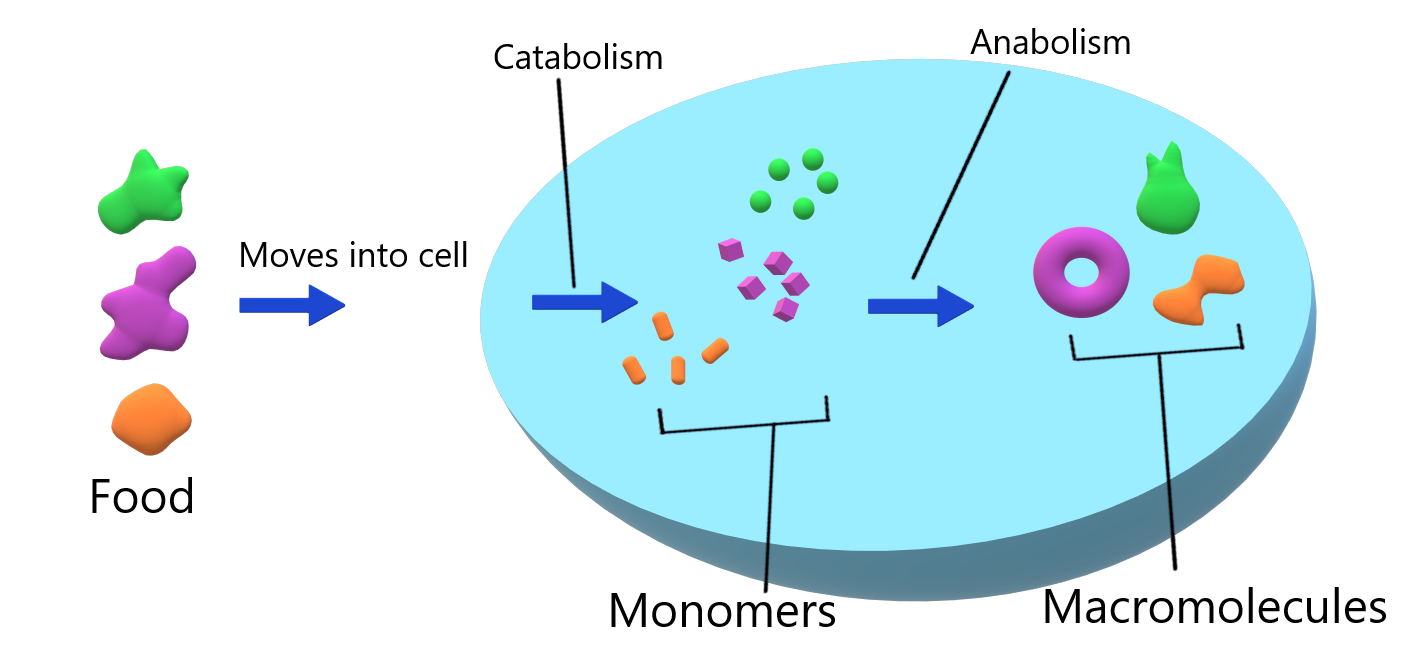
Zjednodušené schéma katabolismu a anabolismu v buňce živého organismu.

Anabolismus (biosyntéz) nebo také stavební metabolismus) je soubor metabolických drah v živých organismech, při kterých jsou z menších molekul (monosacharidy, mastné kyseliny, aminokyseliny, nukleotidy) vytvářeny velké molekuly (polysacharidy, lipidy, bílkoviny, nukleové kyseliny). Anabolismus lze jinými slovy popsat jako část metabolismu, při kterém jsou látky syntetizovány. Při této syntéze z velmi malého počtu výchozích látek vznikají tisíce druhů molekul a makromolekul.
Při anabolismu dochází především k tvorbě stavebních látek (bílkoviny) a zásobních látek (tuky - glykogeny a triglyceridy). Buňky přitom rostou a rozmnožují se. Tkáně jsou tvořeny a obnovovány. Jsou také vytvářeny energetické rezervy.
Anabolické procesy vyžadují dodávání energie a mají většinou redukční povahu. Reakce probíhající během tohoto energeticky náročného procesu se nazývají endergonické reakce.
Opakem anabolismu je katabolismus. Anabolismus společně s katabolismem tvoří metabolismus.

## Základní pojmy
Metabolismus je soubor všech metabolických drah, při nichž dochází k přeměně látek a energií v buňkách a v živých organismech.
Metabolické dráhy přeměňují jednu chemickou látku řadou kroků na jinou chemickou látku, přičemž každý krok je usnadněn specifickým enzymem.
Asimilace je chemická reakce, při které jsou přijímány cizí anorganické i organické látky a přeměněny na složky organismu vlastní. Jedná se především o asimilaci uhlíku, dusíku, síry, fosfátů a minerálů. K těmto reakcím je třeba dodat energii.
Disimilace je chemická reakce, při které jsou látky organismu vlastní (například sacharidy, tuky, bílkoviny) přeměňovány na látky jednodušší. Při těchto reakcích se energie uvolňuje.
Katabolismus je opakem anabolismu. Při obou procesech probíhají reakce mezi stejnými výchozími a konečnými látkami, ale v opačných směrech. Anabolismus potřebuje produkty katabolismu a naopak produkty anabolismu jsou výchozími substráty pro katabolismus.

## Anabolické procesy
Při anabolických procesech se využívá energie uvolněná katabolismem k syntéze komplexních molekul. Obecně platí, že komplexní molekuly, které tvoří buněčné struktury, jsou syntetizovány krok za krokem z menších a jednodušších prekurzorů. Anabolismus zahrnuje tři základní fáze:
- výroba prekurzorů, jako jsou aminokyseliny, monosacharidy, isoprenoidy a nukleotidy
- jejich aktivace do reaktivních forem za použití energie z ATP
- montáž těchto prekurzorů do komplexních molekul, jako jsou bílkoviny, polysacharidy, lipidy a nukleové kyseliny

Anabolické procesy se liší podle organismu, ve kterém probíhají:
- Autotrofy (rostliny) mohou vytvářet komplexní organické molekuly (například polysacharidy a bílkoviny) ve svých buňkách z jednoduchých anorganických molekul (oxid uhličitý a voda).
- Heterotrofy (býložravci a masožravci) mohou vytvářet komplexní organické molekuly ve svých buňkách z organických molekul (například sacharidů, tuků, bílkovin).

## Energie procesů
Všechny chemická reakce v organismu buď energii do okolí uvolňují nebo energii z okolí přijímají. Tyto reakce jsou na sobě vzájemně závislé a nazývají se spřažené reakce.
- Endergonické reakce jsou za fyziologických podmínek reakce energeticky nevýhodné. Změna Gibbsovy energie je kladná, ΔG > 0. Mohou tedy probíhat pouze v případě, že jsou spojeny s reakcemi, které jim energii dodávají.
- Exergonické reakce probíhají za fyziologických podmínek samovolně. Změna Gibbsovy energie je záporná, ΔG <  0. Při těchto reakcích se energie uvolňuje a tato energie je pak využívána při endergonických reakcích.

Energetickou bilanci celých souborů chemických reakcí lze vysvětlit pomocí Gibbsovy energie ΔG. U spřažených reakcí, které následují jedna za druhou dostaneme celkovou energetickou bilanci jako celkový součet ΔG jednotlivých reakcí.

## Enzymy
Enzymy jsou pro anabolismus zásadní, neboť působí jako katalyzátory a umožňují rychlejší reakce při nižší energii. Tyto enzymově katalyzované reakce umožňují organismům udržovat své struktury, reagovat na okolní prostředí, růst a reprodukovat se. Enzymy působí selektivně a zároveň řídí většinu biochemických procesů v těle všech živých organismů včetně člověka.
Enzymy jsou jednoduché či složené bílkoviny s katalytickou aktivitou. Základní složkou jsou bílkoviny, na něž se vážou další přídavné molekuly známé jako kofaktory nebo prostetické skupiny, které se podílejí na katalýze.
Enzymů je obrovské množství a je možné je klasifikovat do sedmi skupin: oxidoreduktázy, transferázy, hydrolázy, lyázy, izomerázy, ligázy a translokasy.

## Hormony
Hormony jsou pro anabolismus také velmi důležité, neboť slouží v těle mnohobuněčných organismů jako chemický přenašeč mezi buňkami. Jsou produkovány v tělech všech živých organismů a řídí průběh a vzájemnou koordinaci reakcí v organismu.
Působení hormonu je závislé na jeho detekci buňkou, hormon musí interagovat s odpovídajícím buněčným receptorem, který pak spustí kaskádu sekundárních reakcí. Různé buňky mají receptory k danému hormonu odlišně citlivé a ten pak působí přednostně na skupiny buněk s nejvyšší citlivostí.
Mezi nejznámější anabolické hormony patří anabolické steroidy (stimulují syntézu bílkovin a růst svalů) a inzulin (snižuje hladinu cukru v krvi).